# Kajetan Bayer
Kajetan Bayer (9. srpna 1831 Abertamy – 5. listopadu 1904 Plzeň) byl rakouský a český podnikatel v důlním průmyslu a politik německé národnosti, v 70. a 80. letech 19. století poslanec Českého zemského sněmu.

## Biografie
Narodil se 9. srpna 1831 v Abertamech u Jáchymova.
Podnikal v důlním průmyslu. Roku 1860 se podílel na založení těžební společnost Gewerkschaft Westböhmischer Bergbau- und Hüttenverein (Západočeský horní a hutní spolek, později v 70. letech ho převzala Západočeská báňská akciová společnost), která roku 1861 byla schválena královským horním hejtmanstvím v Praze. Kajetan Bayer se pak stal ředitelem této společnosti, která soustřeďovala českoněmecký kapitál pro rozvoj těžby uhlí na Plzeňsku. V rámci jejího působení vznikl v tomto regionu, u obce Vstiš, roku 1893 i Důl Bayer (Bayerschacht), pojmenovaný podle ředitele podniku. Na šachtě se ale těžilo jen do roku 1904. Těžbu totiž komplikovaly časté nehody a nevhodné geologické podmínky. Akcionáři pak důl uzavřeli a Kajetana Bayera vytlačili z vedení firmy. Zaniklé důlní provozy a jméno ředitele bývalého podniku připomíná místní název Na Bayerce.
V 70. letech 19. století se zapojil i do zemské politiky. V doplňovacích volbách v září 1871 byl v kurii obchodních a živnostenských komor (obvod Plzeň) zvolen do Českého zemského sněmu. Mandát zde obhájil i v řádných volbách v roce 1872 a volbách v roce 1878. Tehdy se uvádí jako ředitel dolu a prezident plzeňské obchodní a živnostenské komory. Stranicky se profiloval jako německý liberál (takzvaná Ústavní strana, liberálně a centralisticky orientovaná, odmítající federalistické aspirace neněmeckých etnik).
Zemřel 5. listopadu 1904 v Plzni po dlouhé nemoci a byl pohřben na Ústředním hřbitově v Plzni.